# CMA CGM

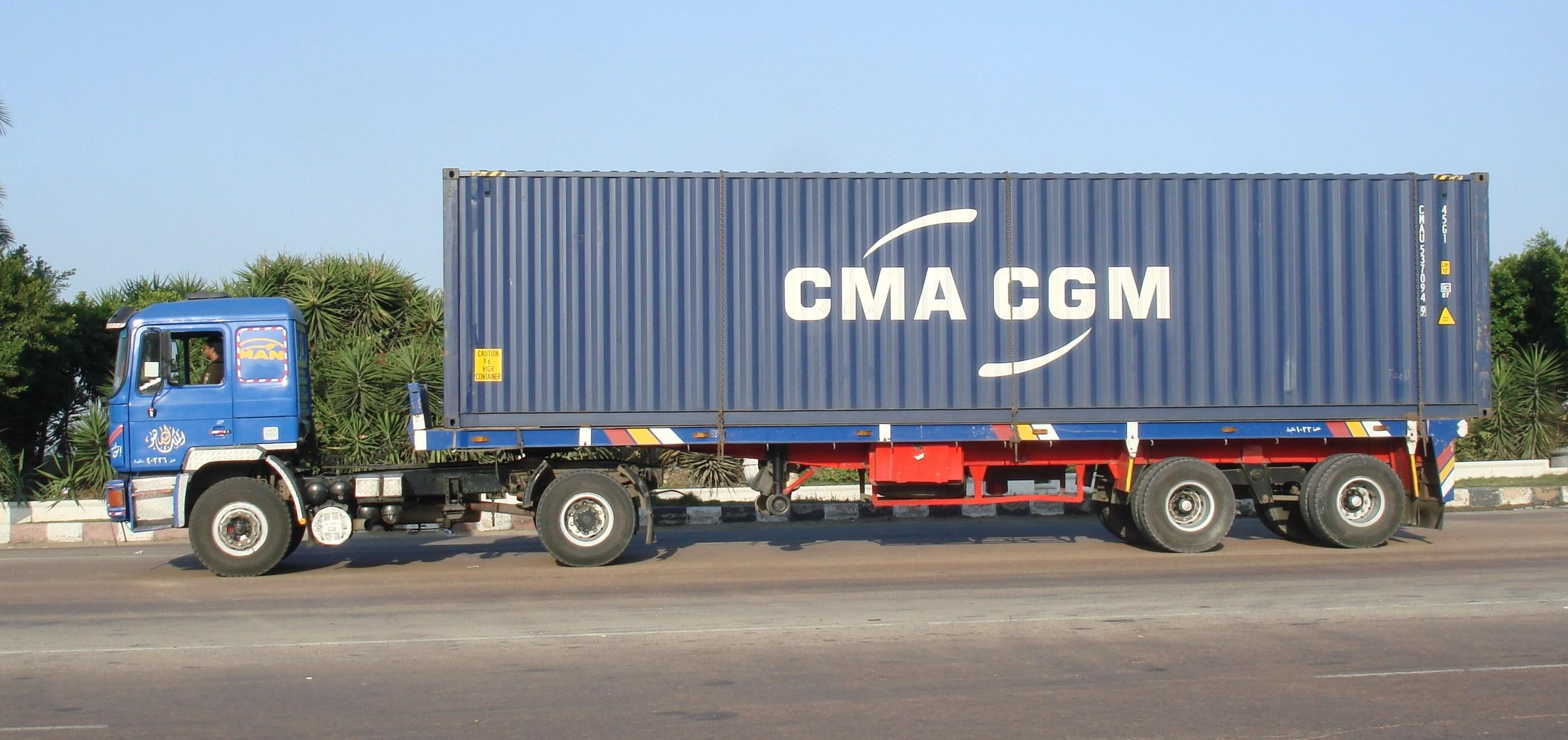
Contenedor intermodal de CMA CGM cargado en un camión para ser entregado en el puerto de Alejandría, Egipto.

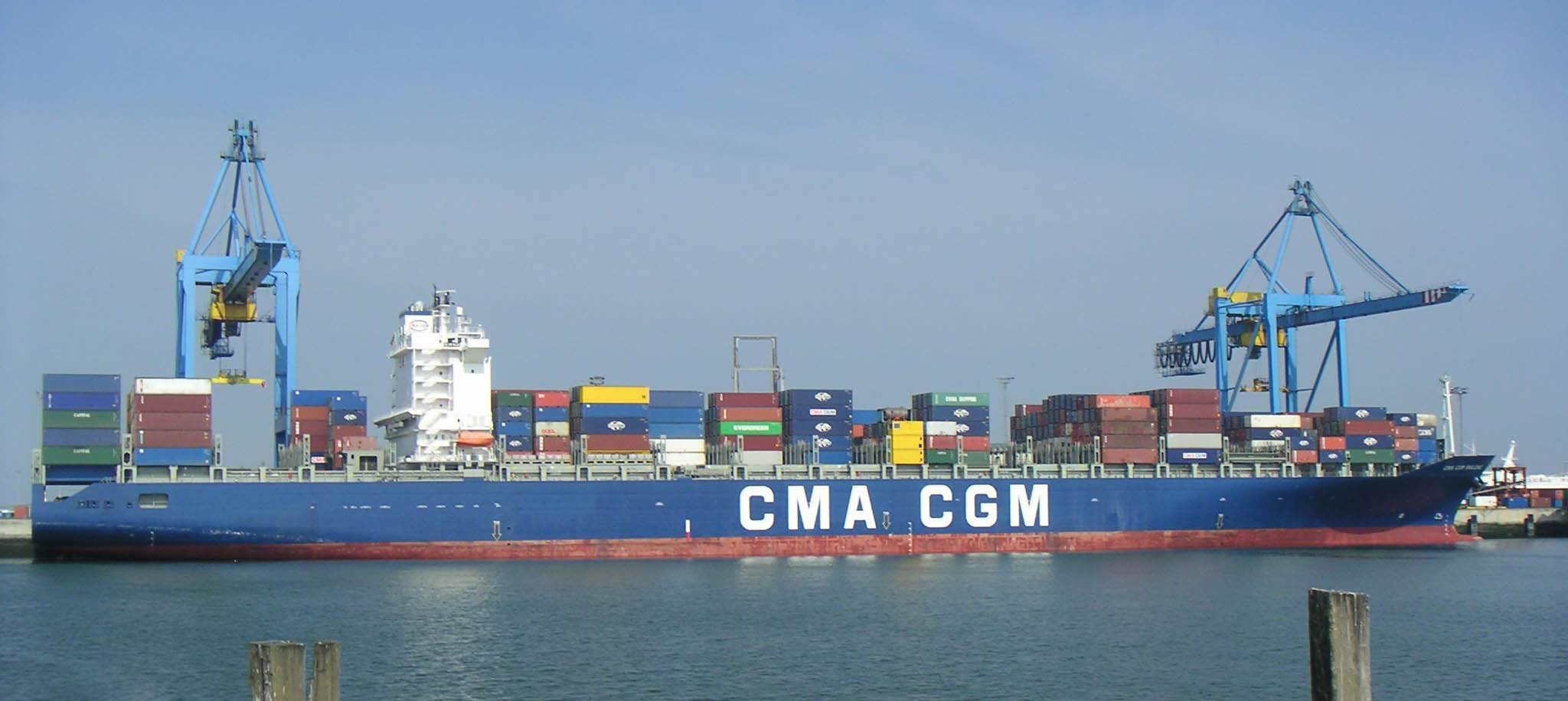
Portacontenedores CMA CGM Balzac en el puerto de Zeebrugge, Bélgica.

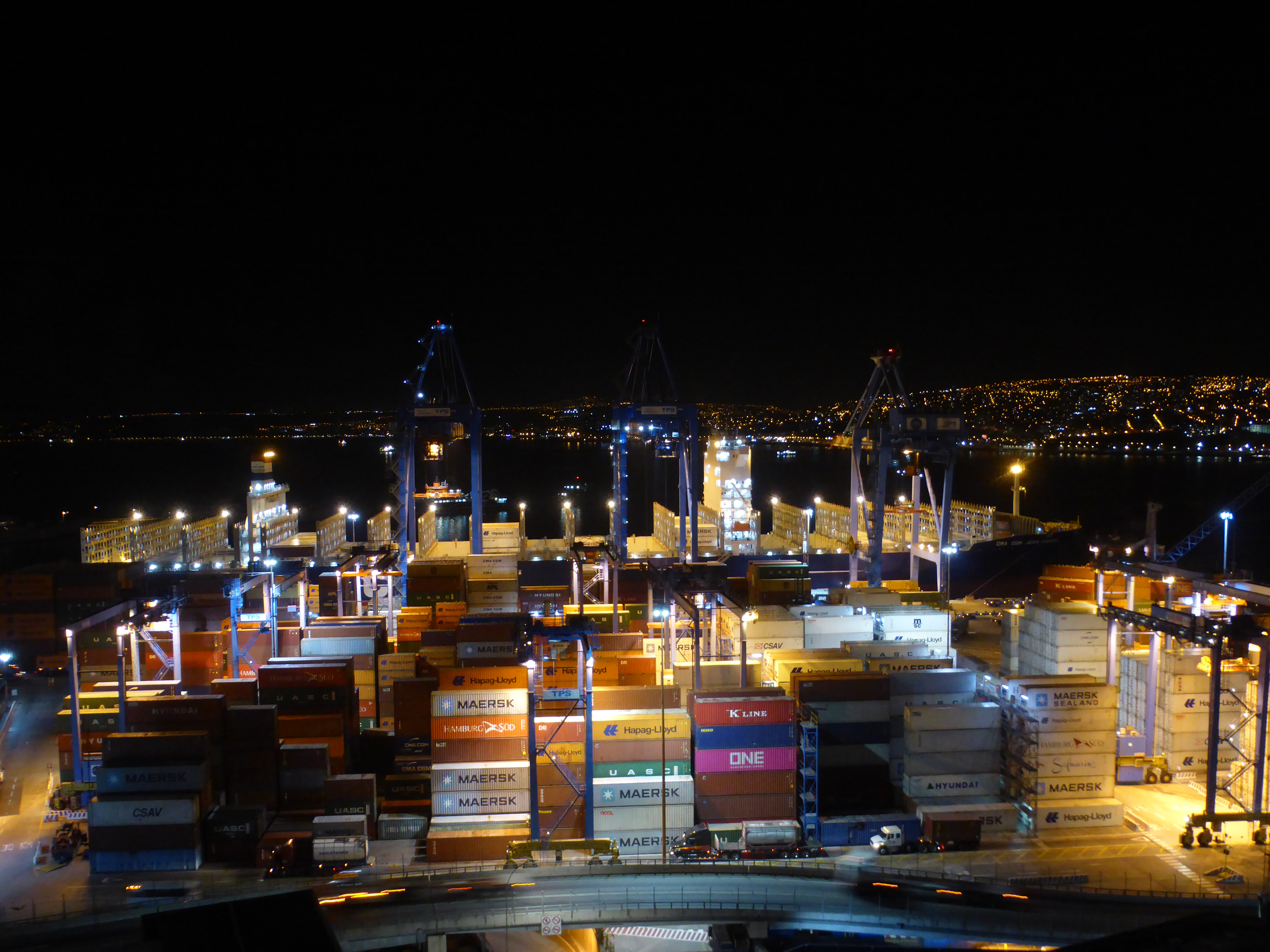
CMA CGM Jean Gabriel, en el puerto de Valparaíso. Chile.

CMA CGM S.A., siglas de Compagnie Maritime d'Affrètement y Compagnie Générale Maritime, es una empresa naviera y de transporte de contenedores francesa, dirigida por Rodolphe Saadé. Es la tercera compañía mundial en el transporte de contenedores. Opera 200 rutas marítimas entre 400 puertos de 150 países. Tiene su sede central en Marsella, y su sede norteamericana se encuentra en Norfolk, Virginia.

## Historia
El origen de CMA CGM puede trazarse en 1851, cuando se fundó la compañía Messageries Maritimes (MM). Otro componente de la compañía, Compagnie Générale Maritime (CGM), se fundó en 1855 y se renombró como Compagnie Générale Transatlantique en 1861. Las dos empresas se fusionaron para formar la Compagnie Générale Maritime en 1973 como una entidad dirigida por el gobierno francés.[cita requerida]
Jacques Saadé creó CMA en 1978 como un servicio de línea intra-Mediterráneo. En 1996, CGM se privatizó y se vendió a la Compagnie Maritime d'Affrètement (CMA) para formar la CMA CGM.
En 1998 la compañía combinada adquirió la Australian National Lines (ANL). La compañía todavía está creciendo y ha ordenado 58 nuevos buques (de propiedad o en contrato de arrendamiento) para los próximos 4 años.[cita requerida]
CMA CGM adquirió su empresa rival francesa Delmas con base en Le Havre del Grupo Bolloré en septiembre de 2005 por 600 millones de euros. La adquisición se completó el 5 de enero de 2006. La corporación resultante se convirtió en el tercer operador mundial de contenedores por detrás de la danesa A.P. Moller-Maersk Group y la suiza Mediterranean Shipping Company S.A.
Desde 2020 consta con la serie de barcos portacontenedores más grandes del mundo propulsados con Gas Natural Licuado. Esta nueva herramienta de propulsión permite que estos barcos naveguen las aguas reduciendo sus emisiones para poder adaptarse a las nuevas directrices de la IMO. Estos 9 barcos, tienen una capacidad nominal de 23.000 TEU y tienen el actual récord de TEUs en un barco marcado en 22.333 TEU cargados en el CMA CGM TROCADERO en noviembre de 2021.
En diciembre de 2021, CMA CGM a través de Ceva Logistics, compra la división de Ingram Micro dedicada a los servicios logísticos y servicios del ciclo de vida (Ingram Micro CLS), por un valor de 3.000 millones de dólares. Esta integración supone la incorporación de 11.500 personas y 59 almacenes por todo el mundo.

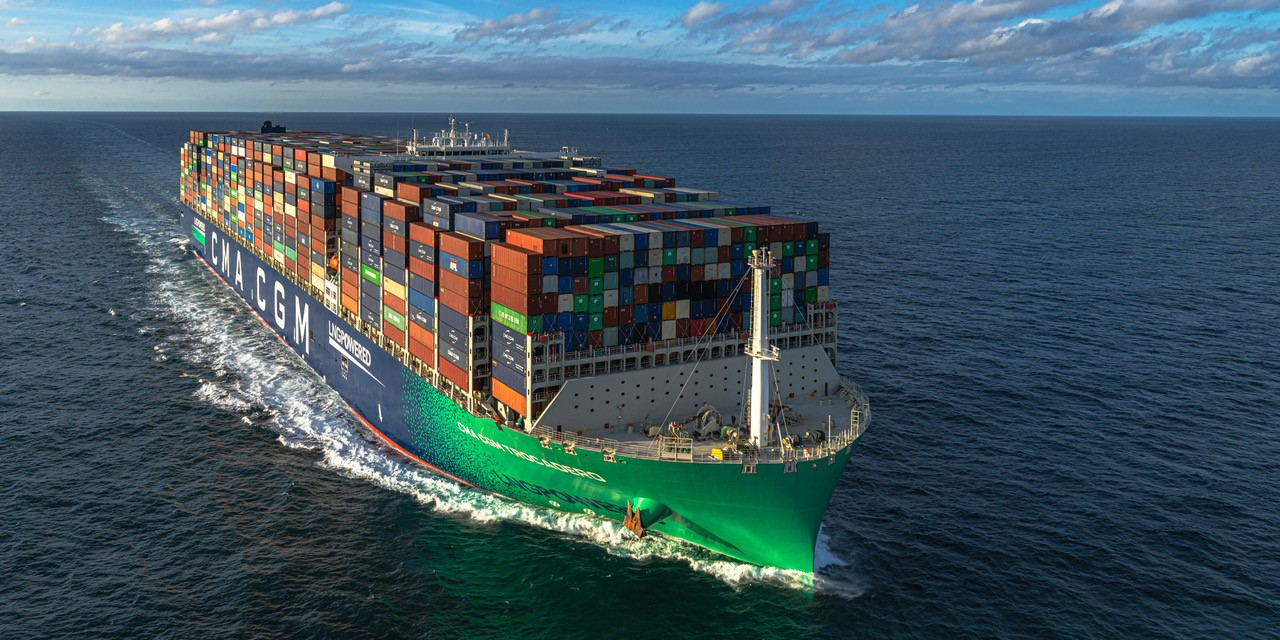
El CMA CGM TROCADERO, propulsado con GNL, navegando por el Mediterráneo con el récord de contenedores del mundo.

|                                      | CMA CGM 2008        |
| Ingresos totales                     | USD 15.100 millones |
| Número de contenedores transportados | 8,9 millones teus*  |
| Buques totales de la flota           | 384                 |
| Capacidad total de la flota          | 1,1 millones teus*  |
| Empleados en el mundo                | 17.000 empleados    |
| Empleados en Francia                 | 4.200 empleados     |
| Ranking mundial                      | 3º                  |

## Subsidiarias
- Terminal Link - Operador de terminal de contenedores, clasificada nº 12 mundial
- Rail Link (soluciones multimodal de transporte por raíl)
- River Shuttle Containers (transporte por contenedor en el eje Ródano – Saône)
- CMA CGM Logistics (operador mundial)
- Qualitair & Sea (transporte aéreo logístico personalizado)
- Progeco (venta, leasing y reparación de contenedores)
- Australian National Lines ANL (comercio en Oceanía, Asia, Europa & US)
- COMANAV (Transporte de pasajeros por ferry y servicios de contenedores de Marruecos a Europa)
- MacAndrews (Servicios navieros e industriales en la península ibérica)
- Delmas (Línea de contenedores Ro Ro)
- OT Africa Line (Línea de contenedores en África Occidental)
- CMA CGM Cruceros & Turismo
  - Yates de cruceros de lujo (64-pasajeros Ponant, 90-pasajeros Levant, y 226-pasajeros Diamant)
  - Viajes en cargueros de contenedores
- Compagnie des Îles du Ponant (líder de cruceros francesa)
- Tapis Rouge International (tour operadora de viajes de lujo)
- Barcos CMA (100% subsidiaria que maneja las operaciones relacionadas con la flota)
- Cheng-Lie Navigation Co. Ltd (Línea de contenedores intra-Asia con base en Taiwán)
  - Transporte aéreo
- Air Caraïbes
- French Bee
- Altice Média

## Líneas marítimas
- ECS (Servicio entre Europa Caribe)
- ACSA (Asia Latinoamérica)
- FAL (Servicios entre Europa Lejano Oriente)
- NAF (Servicios en Norte África)
- SAMWAF (Latinoamérica África Occidental)

## En la cultura popular
En la película X-Men: Apocalipsis, del 2016, se muestra la destrucción de una nave de CMA CGM.[cita requerida]